# Holzleitenské sedlo
Holzleitenské sedlo (německy Holzleitensattel, 1119 m n. m.) je horský průsmyk mezi obcemi Nassereith a Obsteig v rakouské spolkové zemi Tyrolsko. Odděluje Mieminské pohoří od Tschirgantského masivu. Přes sedlo vede silnice B 189 Mieminger Straße, která je dlouhá asi 25 km. Je to jediná důležitá a velmi frekventovaná spojnice z údolí řeky Inn do Fernského průsmyku. Zatímco na východě přes Mieminskou náhorní plošinu pozvolna stoupá, na západě sedlo poměrně strmě klesá do údolí Gurgltalu (cca 820 m n. m.). Jeho maximální sklon je 12 %.
Sedlo je pojmenováno podle roztroušené osady (Rotte) Holzleiten (obec Obsteig), která se nachází v blízkosti vrcholu průsmyku.